# Debert (archäologischer Fundplatz)
Debert ist einer der bedeutendsten paläoindianischen Fundplätze Kanadas und mit etwa 11.000 Jahren der älteste in der Provinz Neuschottland. Daher wurde er 1972 zum National Historic Place deklariert, einem Platz von nationaler Bedeutung. Das umliegende Gebiet mit einer Fläche von 130 ha wurde unter Schutz gestellt. Der Fundplatz, auch Debert site oder Debert Palaeo-Indian Site genannt, befindet sich im Zentrum der Provinz, im Colchester County, etwa 5 km südöstlich des namensgebenden Ortes Debert. Es handelt sich um die nordöstlichste bekannte Fundstätte dieser Epoche, die zugleich der Letzten Kaltzeit angehört. Erst vor etwa 12.000 Jahren begannen sich dort die Gletscher zurückzuziehen. Zudem ist Debert der einzige paläoindianische Fundplatz der Provinz. 

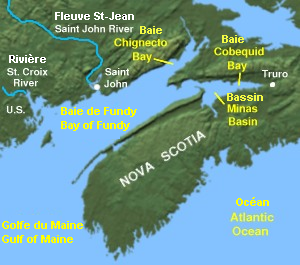
Überblickskarte über die Region um die Bay of Fundy. Nördlich der von starken Gezeiten geprägten Cobequid-Bucht, die die Mi'kmaq als We'kopekwitk bezeichnen, befindet sich der Fundplatz Debert.

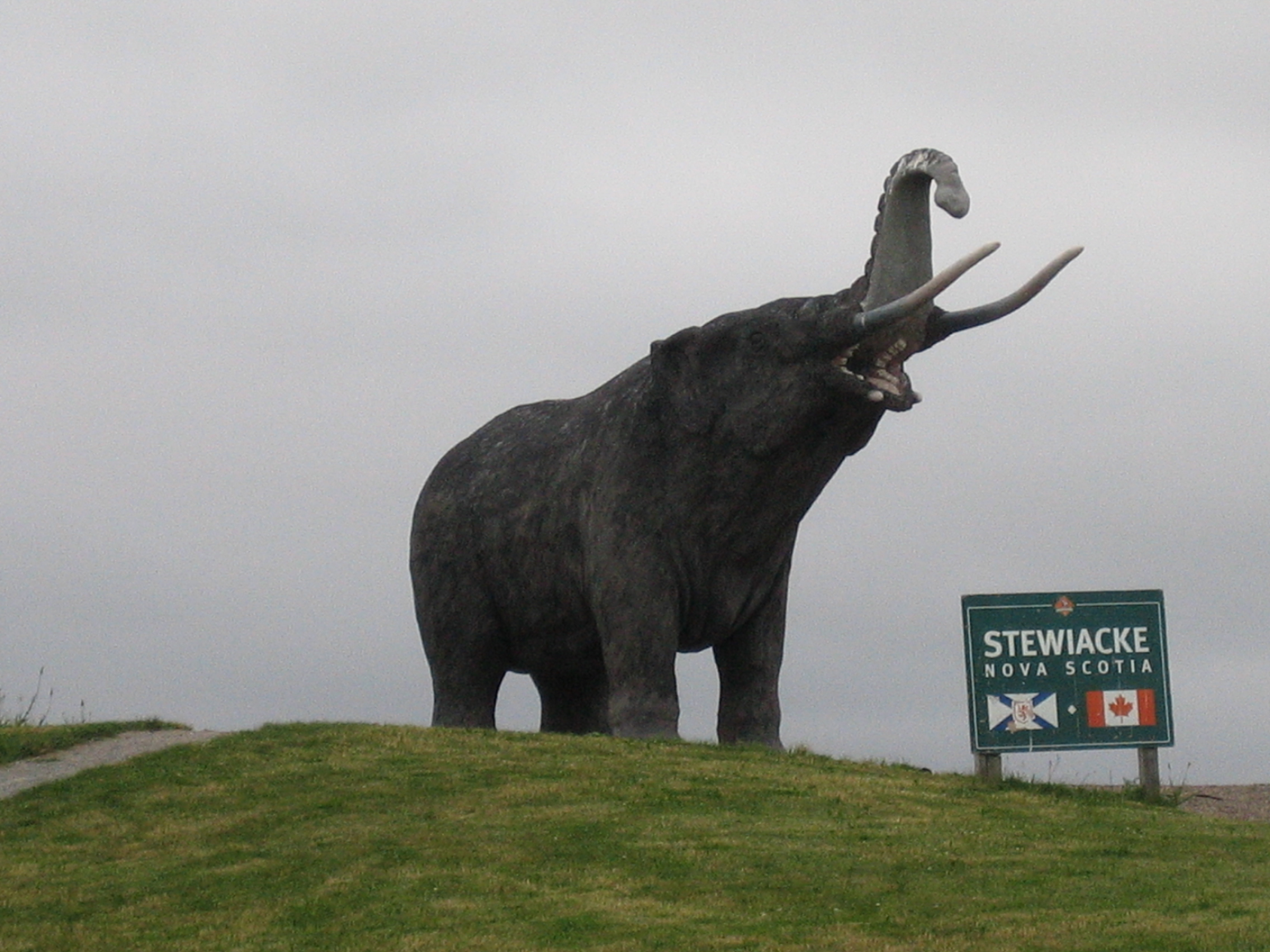
Nachdem im nicht weit entfernten Stewiacke Überreste eines Mammuts ausgegraben worden waren, entstand dort ein Park mit dieser Skulptur

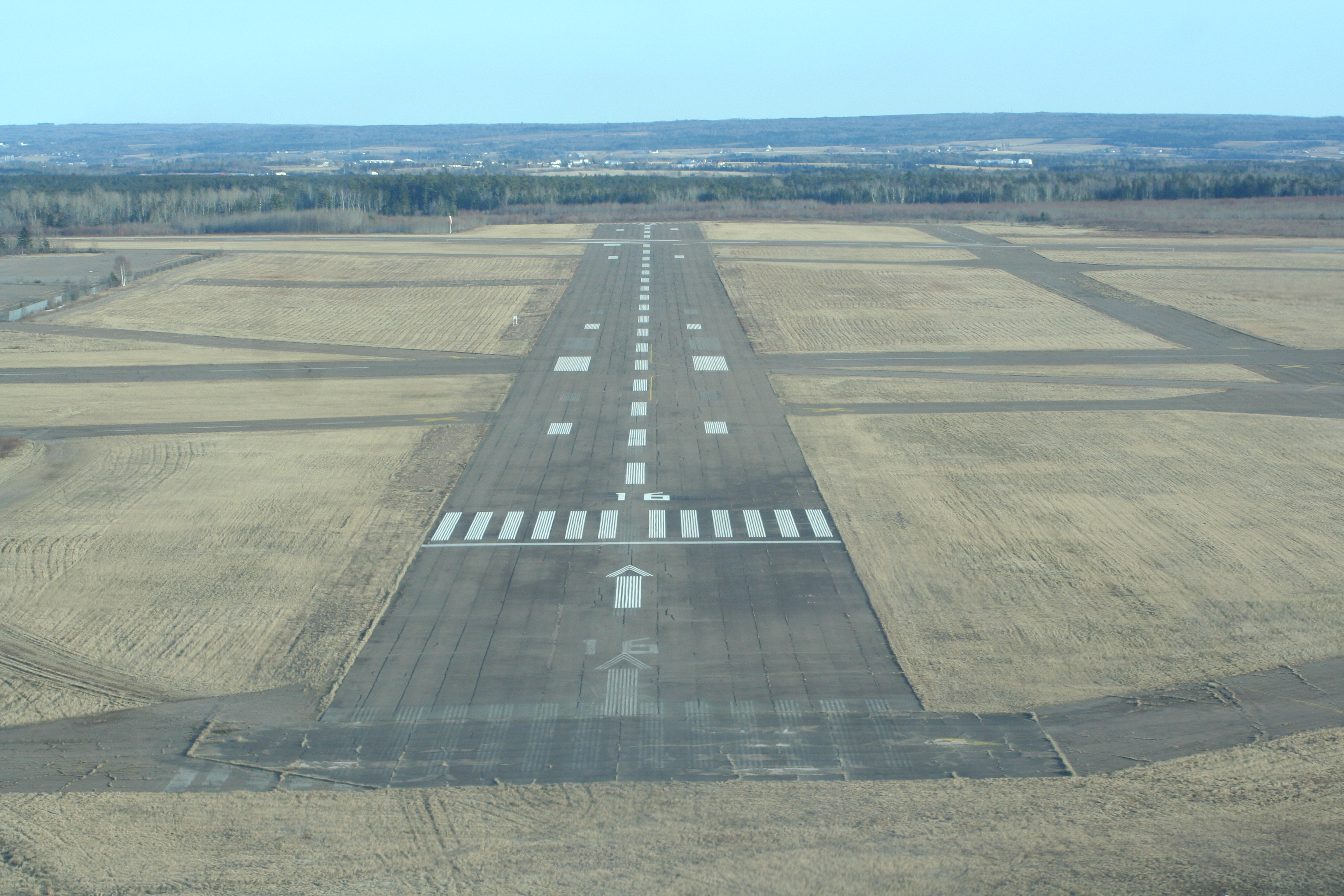
Start- und Landebahn bei Debert

## Forschungsgeschichte
Erste Artefakte wurden bereits am 29. August 1948 an der Royal Canadian Air Force Station Debert von Ernest S. Eaton, der im Truro Agricultural College untergebracht war, und seiner Frau entdeckt, die dort Heidelbeeren sammelten. Am Parkplatz hatte der Wind Artefakte freigeweht, von denen Eaton einige mitnahm. Auch in den folgenden Jahren sammelte das Paar immer wieder Artefakte auf. Er verkaufte die 128 Artefakte später an einen Sammler aus Kentville namens W. A. Dennis. Dieser vermachte sie wiederum der Mt. St.Vincent University. Durch eine Notiz im American Antiquity wurde der neutschottländische Provinzarchäologe John S. Erskine auf die Funde aufmerksam, und er besuchte die Stätte gemeinsam mit Ernest Eaton. Die Sammlung wurde ins Nova Scotia Museum of Science in Halifax transferiert. Doch ihre Bedeutung wurde erst 1955 erkannt. 
1962 begannen die ersten Untersuchungen durch D. S. Byers von der Robert S. Peabody Foundation for Archaeology, R. S. MacNeish vom National Museum of Canada sowie durch Mitarbeiter des Nova Scotia Museum. Grabungen erfolgten unter Leitung von George MacDonald vom National Museum of Canada 1963 und 1964. Die 13 durchgeführten Radiokohlenstoffdatierungen lagen zwischen 10.128 ± 275 BP und 11.026 ± 225 BP. MacDonald verfasste seine Doktorarbeit zu Debert, die er 1968 vorlegte. 
Als 1989 beim Wiederaufforsten die Vermutung aufkam, dass die Arbeiten mit schwerem Gerät Schäden an der Fundstätte verursacht haben könnten, wurde das Gelände neu untersucht. Dabei wurden zwei weitere Fundkonzentrationen entdeckt, ehemalige Lager, die die Bezeichnung Belmont I und Belmont II erhielten. Dort erfolgten 1990 Grabungen unter Leitung von Stephen Davis von der Saint Mary’s University, in deren Verlauf weitere 700 Artefakte zu Tage traten. 2003 wurde ein Lehrpfad, der Mi’kmawey Debert Interpretive Trail eingerichtet. 
Über 4.500 Artefakte, dazu etwa 700 aus Belmont I und II, insbesondere steinerne Teile von Waffen und Werkzeugen zur Bearbeitung von Fellen, wurden während der Grabungskampagnen entdeckt. Die bisher entdeckten loci verteilen sich über eine Fläche von 9 ha, so dass die Frage aufkam, wie neue Fundstätten aus dieser frühen Besiedlungsphase gefunden werden könnten. Ab 2005 versuchte der Geologe Ralph Stea zusammen mit Gordon Brewster die Uferverläufe zu rekonstruieren, da man annahm, die Belmont-Stätten hätten an einem Paläo-See gelegen, wie man es in Québec mit Erfolg getan hatte. Doch offenbar lagen sie an Flussläufen. 
Die seinerzeitigen Bewohner hatten einen guten Ausblick auf das Cobequid Basin, ein Becken, durch das Tierherden zogen. Es handelte sich um ein Jagdlager, das über viele Generationen immer wieder aufgesucht wurde. Diese Jäger, die möglicherweise auf Mastodonten und Wollhaarmammute trafen, vielleicht aber auch Karibus und Vögel jagten, bewegten sich in einer Tundrenlandschaft zwischen Gletscherresten. Bei den Artefakten handelt es sich vor allem um Projektilspitzen, wohl für Speere, deren Herstellung für die Paläoindianer kennzeichnend ist, und die als kannelierte Spitzen bezeichnet werde (fluted points), dann Messer, Schaber und Stichel. Organische Funde wurden auf 10.600 ± 47 BP datiert, Christopher Ellis nahm eine erste Besiedlung ab 10.900 BP an.

## Beteiligung der Mi’kmaq
Während der Grabungen waren ausschließlich nationale und Provinzinstitutionen vertreten, während die Mi’kmaq nicht daran beteiligt wurden. Angesichts der Vernachlässigung und Gefährdung der Stätte, und weil es in ganz Kanada zu einer Änderung der Auffassung über die Besitzverhältnisse kam, wurde das Mi'kmawey-Debert-Projekt initiiert. Als Besucherzentrum für bis zu 80.000 Besucher pro Jahr ist ein Gebäude vorgesehen, das 3.300 m² Fläche bietet, und wo die Besucher in Form einer Lernreise geführt werden, die zugleich zur Heilung von den kolonialen Erfahrungen beitragen soll. Dazu gehören eine healing lodge und Lehrpfade, die in die Ökologie der Region einführen. Zugleich soll vermittelt werden, dass die heutigen Indigenen dieselbe Heimat geteilt haben, nicht aber, dass die Mi'kmaq unmittelbar von den Paläoindianern abstammen; aber sie stehen ihnen näher als alle anderen amerikanischen Völker. Im Vordergrund steht dabei die landvermittelte Beziehung, nicht die Herkunft. So lehnen sie beispielsweise die Vorstellung eines Übergangs vom „Pferde-Volk“ zum „Auto-Volk“ ab, also die Assoziation einer (archäologischen) Technologie mit einem „Volk“. Um die übergreifende Verbindung über das gemeinsame, wandelbare Land zu betonen, wurde eine neue Terminologie entwickelt. Die Beziehung zum Land dient der Heilung und der Spiritualität. 2004 erfolgte ein Memorandum of Understanding, in dem die Auffassungen der Mi'kmaq ihren Niederschlag fanden und in dem ihnen ein Anteil am Management der Stätte eingeräumt wurde, die durch Industrieanlagen stark gefährdet ist.